# ميخائيل هاردكاسل
ميخائيل هاردكاسل (بالإنجليزية: Michael Hardcastle)‏ هو كاتب بريطاني، ولد في 6 فبراير 1933 في هدرسفيلد في المملكة المتحدة، وتوفي في 17 يناير 2019.